# Liebenswiller
Liebenswiller é uma comuna francesa na região administrativa de Grande Leste, no departamento Alto Reno. Estende-se por uma área de 3,88 km². Em 2010 a comuna tinha 191 habitantes (densidade: 49,2 hab./km²).